# Campionati mondiali juniores di skeleton 2016
I Campionati mondiali juniores di skeleton 2016, quattordicesima edizione della manifestazione organizzata dalla Federazione Internazionale di Bob e Skeleton, si sono disputati il 23 gennaio 2016 a Winterberg, in Germania, sulla Veltins Eisarena, il tracciato dove si svolsero le rassegne iridate juniores del 2004, del 2005 e del 2014. La località della Renania Settentrionale-Vestfalia ha quindi ospitato le competizioni mondiali di categoria per la terza volta nel singolo maschile e in quello femminile.

## Risultati

### Singolo uomini
La gara si è disputata il 23 gennaio 2016 nell'arco di due manches e hanno preso parte alla competizione 31 atleti in rappresentanza di 15 differenti nazioni.
| Pos. | Atleti                | Nazione  | Tempo   | Distacco |
| ---- | --------------------- | -------- | ------- | -------- |
|      | Nikita Tregubov       | Russia   | 1:57.43 |          |
|      | Kilian von Schleinitz | Germania | 1:57.51 | +0.08    |
|      | Mattia Gaspari        | Italia   | 1:57.80 | +0.37    |
| 4    | Dominic Rady          | Germania | 1:57.96 | +0.53    |
| 5    | Martin Rosenberger    | Germania | 1:58.47 | +1.04    |
| 6    | Ivo Steinbergs        | Lettonia | 1:58.52 | +1.09    |
| 7    | Florian Auer          | Austria  | 1:59.21 | +1.78    |
| 8    | Egor Veselov          | Russia   | 1:59.28 | +1.85    |
| 9    | Krists Netlaus        | Lettonia | 1:59.50 | +2.07    |
| 10   | Ruslan Sabitov        | Russia   | 1:59.89 | +2.46    |

### Singolo donne
La gara si è disputata il 23 gennaio 2016 nell'arco di due manches e hanno preso parte alla competizione 23 atlete in rappresentanza di 11 differenti nazioni.
| Pos. | Atlete            | Nazione     | Tempo   | Distacco |
| ---- | ----------------- | ----------- | ------- | -------- |
|      | Lelde Priedulēna  | Lettonia    | 2:02.19 |          |
|      | Kimberley Bos     | Paesi Bassi | 2:02.54 | +0.35    |
|      | Anna Fernstädt    | Germania    | 2:02.73 | +0.54    |
| 4    | Elena Nikitina    | Russia      | 2:02.83 | +0.64    |
| 5    | Janine Becker     | Germania    | 2:03.25 | +1.06    |
| 6    | Julija Kanakina   | Russia      | 2:03.31 | +1.12    |
| 7    | Maxi Just         | Germania    | 2:03.42 | +1.23    |
| 8    | Endija Tērauda    | Lettonia    | 2:03.52 | +1.33    |
| 9    | Ashleigh Pittaway | Regno Unito | 2:04.37 | +2.18    |
| 10   | Madison Charney   | Canada      | 2:05.00 | +2.81    |
| 10   | Carina Mair       | Austria     | 2:05.00 | +2.81    |

## Medagliere
| Posizione | Nazione     | Oro | Argento | Bronzo | Totale |
| --------- | ----------- | --- | ------- | ------ | ------ |
| 1         | Lettonia    | 1   | 0       | 0      | 1      |
| 1         | Russia      | 1   | 0       | 0      | 1      |
| 3         | Germania    | 0   | 1       | 1      | 2      |
| 4         | Paesi Bassi | 0   | 1       | 0      | 1      |
| 5         | Italia      | 0   | 0       | 1      | 1      |
| Totale    | Totale      | 2   | 2       | 2      | 6      |